# イアン・ボストリッジ
イアン・チャールズ・ボストリッジ CBE（英語: Ian Charles Bostridge CBE, 1964年12月25日 - ）はイギリスのテノール歌手で、オペラや歌曲の歌手として知られている。

## 生い立ちと教育
ボストリッジはレスリー・ボストリッジ（Leslie Bostridge）とリリアン（Lillian）（旧姓クラーク Clark）の息子としてロンドンで生まれた。 父親は英国王立勅許鑑定士協会認定のサーベイヤーである。 ボストリッジは20世紀初頭のトッテナム・ホットスパーFCのゴールキーパー、ジョン・"タイニー"・ジョイス（John "Tiny" Joyce）の曾孫である。
彼はウェストミンスター・スクールのクイーンズ・スカラーを経てオックスフォード大学のセントジョンズ・カレッジで近代史を専攻して首席で卒業、ケンブリッジ大学のセント・ジョンズ・カレッジでは科学哲学史の修士号を取得した。1990年にはキース・トーマスの指導を受け、1650年から1750年までのイギリスの公共生活におけるウィッチクラフトの意義に関する論文で、オックスフォード大学の博士号を取得した。ロンドンで2年間テレビの時事問題やドキュメンタリーの仕事をした後、オックスフォードのコーパス・クリスティ・カレッジでイギリス学士院の博士研究員となり、政治理論と18世紀のイギリス史を教えた。1995年に30歳でフルタイムの歌手となる。著書『Witchcraft and Its Transformations, c. 1650-1750』は、1997年にオックスフォード・ヒストリカル・モノグラフから出版された。この本は、スチュアート・クラーク教授によれば「近世悪魔学の最近の歴史の中で最も洗練された独創的な物」であり、啓蒙時代以前の研究において影響力のある作品となっている。この著作は「学者の世界で最も稀な偉業を成し遂げた。つまり十分に磨かれた話題を取り上げ、それが再び全く同じに見られない事である。」（ノエル・マルコム, TLS）と評された  。 彼は1991年に全国音楽協会連合会賞を受賞し、1992年からはヤング・コンサート・アーティスト・トラストの支援を受けている。

## 経歴

### デビュー
ボストリッジがプロとして歌い始めたのは27歳の時である。1993年にウィグモア・ホールでデビューし、1994年にはパーセル・ルームでデビュー（「冬の旅」が絶賛を受けた）、またオールドバラ音楽祭にもデビューした。1995年にはウィグモア・ホールで初のソロ・リサイタルを行った（ロイヤル・フィルハーモニック協会デビュー賞受賞）。彼はリヨン、ケルン、ロンドン、オールドバラ、チェルトナム音楽祭、エディンバラ音楽祭（1996年）、フランクフルトのアルテ・オーパー（1997年）などでリサイタルを行っている。
コンサートではコリン・デイヴィス、ムスティスラフ・ロストロポーヴィチ指揮ロンドン交響楽団、チャールズ・マッケラス指揮スコットランド室内管弦楽団、サイモン・ラトル指揮バーミンガム市交響楽団、ベルリン・フィルハーモニー管弦楽団と共演している。
彼の最初のソロ・フィーチャー録音は、ハイペリオン・レコードのためにグレアム・ジョンソンとブリテンの歌曲「赤いオウム」を録音した物であった。その後、ハイペリオンにフランツ・シューベルトの「美しき水車小屋の娘」を録音し、1996年にはグラモフォンのソロ・ヴォーカル賞を受賞した。1998年には常連のピアニスト、ジュリアス・ドレイクとのロベルト・シューマン歌曲集の録音で再び同賞を受賞し、2003年にはハイペリオンのシューマン・エディションの一部として、ドロテア・レシュマン、グラレム・ジョンソンと共演した、シューマンの「ミルテの花」の録音で再び同賞を受賞した。
1996年からEMI Classicsの専属アーティストとして活動しており、グラミー賞に15回ノミネートされ、3回受賞している。彼のCDは、グラミー賞、エジソン賞、日本のレコード・アカデミー賞、ブリット賞、サウスバンク・スカイ・アーツ賞、ディアパソンドール・デ・ラネ賞、チョコ・デ・ラネ賞、エコー・クラシック賞、ドイツ・シャールプラッテンプレリス賞など、主要レコード賞の全てを受賞している。2011年の映画『シャーロック・ホームズ シャドウ ゲーム』のサウンドトラックの一部として、ジュリアス・ドレイクとのシューベルトの「鱒」の録音が採用されている。ワーナー・クラシックスのためのシェイクスピア・ソングのアルバムは、2017年のグラミー賞とソロ・ヴォーカルのためのエコー・クラシック賞を受賞している。
1994年、29歳でオペラ・オーストラリアとエディンバラ音楽祭で、バズ・ラーマン演出の「夏の夜の夢」のライサンダー役でオペラ・デビュー。1996年にはイングリッシュ・ナショナル・オペラにデビューし、「魔笛」のタミーノ役を歌った。1997年には、デボラ・ワーナーの新プロダクション「ねじの回転」でクイントを歌い、コリン・デイヴィスの指揮でロイヤル・オペラに出演した。これまでに、フィリップス・クラシックスからコリン・デイヴィスと共演したフルート役（ブリテンの『夏の夜の夢』）、エラートからウィリアム・クリスティとのベルモンテ役（後宮からの誘拐）、ドイツ・グラモフォンからジョン・エリオット・ガーディナー指揮のトム・ラクウェル（『放蕩児の遍歴』）、ダニエル・ハーディングとのキャプテン・ヴェレ役（『ビリー・バッド』）（グラミー賞）などの録音を行っている。2007年には、デボラ・ワーナーの演出によるブリテンの『ヴェニスに死す』のアッシェンバッハ役でイングリッシュ・ナショナル・オペラに出演した。

### 1997年-1999年
1997年には、チャンネル4のためにデイヴィッド・オールデン監督によるフランツ・シューベルトの「冬の旅」の映画を制作した。 ITVのサウスバンク・ショーのドキュメンタリーや、チェコの作曲家レオシュ・ヤナーチェクを描いたBBC Fourの映画「消えた男の日記」の題材にもなっている。 ニューヨーク・レビュー・オブ・ブック、ガーディアン紙、タイムズ・リテラリー・サプリメント、オペルヌヴェルト、BBCミュージック・マガジン、オペラ・ナウ、インデペンデント紙に音楽に関する記事を執筆した。
その後、パリ、ストックホルム、リスボン、ブリュッセル、アムステルダム、ウィーン・コンツェルトハウスでリサイタルを行った。北米では1998年にニューヨークのフリック・コレクション、1999年にアリス・タリー・ホールでリサイタルに出演し、ネヴィル・マリナーの指揮でカーネギーホールにデビューした。また、1998年には、ロイヤル・オペラのためにベルナルト・ハイティンク指揮の新プロダクション「売られた花嫁」でヴァシェクを歌い、ミュンヘン・オペラ・フェスティバルではネローネ役（ポッペーアの戴冠）とリサイタル（キュビリエ劇場での冬の旅）でデビューした。1999年にはロジャー・ノリントンの指揮でウィーン・フィルハーモニー管弦楽団にデビュー。ピアニストのジュリアス・ドレイク、グラハム・ジョンソン、内田光子、作曲家トーマス・アデス 、コヴェント・ガーデン音楽監督アントニオ・パッパーノと定期的に共演している。その他のピアノのパートナーには、レイフ・オヴェ・アンスネス、ホーヴァル・ギムセ、サスキア・ジョルジーニ、イゴール・レヴィット、ラルス・フォークトなどがいる。

### 2000年以降
2000年の夏、ボストリッジは「音楽と魔術」と題して、第5回エディンバラ大学フェスティバルで講演を行った。
2004年には、音楽への貢献が認められて大英帝国勲章コマンダー（CBE）を授与された。ボストリッジは王立音楽アカデミー名誉会員（Hon RAM）、オックスフォード大学のコーパス・クリスティ・カレッジ、セント・ジョンズ・カレッジ、ウルフソン・カレッジの名誉フェローであり、2003年にはセント・アンドリュース大学から名誉博士号を授与されている。2014-15年にオックスフォード大学のクラシック音楽教育のヒューマニタス・プログラムの客員教授を務め、2015年にはトロンハイム大学でニコラス・ブレークスピア記念講演「クラシック音楽の姿勢:時代を超えたラテン語と音楽」を行った。同年にはブリストル大学で毎年恒例のBIRTHA講座「曲の中の人間性:シューベルトの冬の旅」が開催された。2016年、彼はニューヨーク大学でリンカーン・カースティンをテーマに「歌と踊り」を講演した。 2021年4月にシカゴ大学で「ベルリン・ファミリー・レクチャー」を開催し、その後シカゴ大学出版局から出版される予定である。
ボストリッジは、2005/6年にカーネギーホールで1年間のパースペクティブ・シリーズを、2008年にはバービカンで12ヶ月間のレジデンス「帰郷」を行った。また、コンセルトヘボウでのカルト・ブランシュのシーズンや、ルクセンブルク、ハンブルク、シューベルティアーデ・シュヴァルツェンベルク、ウィグモア・ホールでのレジデンスも行っている。
2009年11月11日、ウェストミンスター寺院で行われた休戦記念日の礼拝で、ボストリッジはベンジャミン・ブリテンの「戦争レクイエム」から「アニュス・デイ」を歌った。この曲は、戦争詩人ウィルフレッド・オーエンの「アンクル河近くのキリストの十字架像のあるところで」の言葉を使用している。この礼拝は、最後の兵士経験者が同年の初めに没した第一次世界大戦世代の喪失を表している。ボストリッジは2014年にクルト・ヴァイルの反戦歌「ウォルト・ホイットマンの4つの歌曲」を演奏した。また、「三文オペラ」の演出・上演にも長い経験を持つ。
2013年にはロンドンのバービカン・ブリテン100周年記念フェスティバルの一環として演奏し、作曲家の「戦争レクイエム」の新録音をリリースした。
ボストリッジは2008年に創刊された「西洋文明を讃える」月刊誌『スタンドポイント』の音楽コラムニストを務めていた時期もあり、現在も同誌の顧問を務めている。彼は、青少年音楽大使、音楽図書館トラスト、マクミラン癌支援警備隊チャペルキャロルコンサートの後援者でもある。
2011年9月にフェーバー・アンド・フェーバーから音楽に関する彼のエッセイ集『A Singer's Notebook（ひとりの歌手のノートブック）』が出版された。哲学者のマイケル・タナーは、BBCミュージック・マガジンで次のように述べている。「一貫して生き生きとしていて、勉強になり、都会的で情熱的な本で、一度開いたら全部読むまで閉じてしまうことはないだろう」。
2015年1月、著書『Schubert's Winter Journey: Anatomy of an Obsession（シューベルトの冬の旅:強迫観念の構造）』がイギリスのファーバー・アンド・ファーバーから、アメリカのクノップから出版された。ドイツ語版、フィンランド語版、オランダ語版、朝鮮語版、日本語版、イタリア語版、スウェーデン語版、ポーランド語版、北京語版、簡体字中国語版、フランス語版、ロシア語版、スペイン語版で出版される。2015年のノンフィクション部門でダフ・クーパー賞を受賞。2018年の音楽家リテレーレ賞を受賞し、2017/18年批評家協会（Association Professionelle de la Critique de Théâtre, Musique et Danse）の年間最優秀音楽本に選ばれた。2019年にはフランス音楽大賞を受賞した。

## 私生活
1992年、ボストリッジは作家で編集者のルカスタ・ミラーと結婚し、ふたりには息子と娘がいる。 伝記作家で評論家のマーク・ボストリッジは兄である。
彼の趣味は読書、料理、絵画鑑賞である。